# Asialeyrodes meghalayensis
Asialeyrodes meghalayensis là một loài côn trùng cánh nửa trong họ Aleyrodidae, phân họ Aleyrodinae.
Asialeyrodes meghalayensis được Regu & David miêu tả khoa học đầu tiên năm 1992.